# 胡德里弗縣
胡德里弗縣（英語：Hood River County）是美國俄勒岡州北部的一個縣，北隔哥倫比亞河與華盛頓州相望。面積1,382平方公里。根據美國2000年人口普查，共有20,411人。縣治胡德里弗 (Hood River)。
成立於1908年6月23日。縣名來自哥倫比亞河的一條支流。